# Saprinus sedakovii
Saprinus sedakovii är en skalbaggsart som beskrevs av Victor Ivanovitsch Motschulsky 1860. Saprinus sedakovii ingår i släktet Saprinus och familjen stumpbaggar. Inga underarter finns listade i Catalogue of Life.